# يوهانس بيدنورتز
يوهانس بيدنورتز (بالألمانية: Johannes  Bednorz) هو عالم فيزيائي ألماني حصل على جائزة نوبل للفيزياء عام 1987 عن اكتشافه الموصلات الفائقة في درجات الحرارة العالية.
ولد يوهانس بيدنورتز في 16 مايو 1950 بمدين نويكيرش بمقاطعة وستفاليا بألمانيا. وبعد اتمام دراسته في جامعة مونستر بدأ ابحاث درجة الدكتوراه بكلية فيزياء المواد الصلبة في زيوريخ بسويسرا تحت اشراف بروفيسور كارل مولر. وكان كارل مولر استاذا في تلك الكلية بزيوريخ ويعمل في نفس الوقت لدي معامل إي بي إم. وانتقل بيدنورتز إلى أي بي إم، وبدأ عام 1983 مع مولر دراسة الخواص الكهربائية للسيراميك المكون من أكسيد الفلزات الانتقالية مثل أكسيد لانثانيوم باريوم نحاس LaBaCuO تحت درجة حرارة 35 كلفن . وبعد ذلك توصلا إلى المركب BSCCO وهو فائق التوصيل تحت 107 كيلفن ، فكانت هذه طفرة هائلة.

## روابط خارجية
- يوهانس بيدنورتز على موقع الموسوعة البريطانية (الإنجليزية)
- يوهانس بيدنورتز على موقع مونزينجر (الألمانية)
- يوهانس بيدنورتز على موقع ميوزك برينز (الإنجليزية)
- يوهانس بيدنورتز على موقع إن إن دي بي (الإنجليزية)